# Auta 3
Auta 3 (v anglickém originále Cars 3) je americký rodinný animovaný film z roku 2017. Je to pokračování filmů Auta z roku 2006 a Auta 2 z roku 2011. Byl produkován společností Pixar pro Walt Disney Pictures.

## Synopse
Nová generace závodních automobilů vytlačila slavného závodníka Bleska McQueena mimo dráhu. Ten se chce vrátit zpět do hry, ale může mu pomoci jedině mladá trenérka Cruz Ramirezová, která se kdysi sama chtěla stát závodnicí a používá nekonvenční tréninkové metody. Závodník s číslem 95 musí podle dohody vyhrát první závod nové sezony Zlatého Pístu, jinak jeho kariéra skončí.

## Děj
Blesk McQueen, sedminásobný držitel Zlatého Pístu, v jednom ze závodů nové sezony nečekaně prohraje s nováčkem Jacksonem Hromem, který je představitelem nové generace závodních aut. Staré závodníky včetně Bleskových přátel začnou nahrazovat nováčci, zatímco Hrom sbírá výhru za výhrou. V posledním závodě sezony je Blesk jediný ze starých závodníků ve startovním poli a při pokusu porazit Hroma má strašnou nehodu.
Čtyři měsíce poté se rozhodne Blesk odjet do nového tréninkového střediska Nerezky, aby vyzkoušel tréninkové metody, díky kterým je Hrom tak rychlý. Původní majitelé Nerezku prodali Sterlingovi, který pro Bleska připravil moderní vybavení a najal trenérku Cruz Ramirezovou, aby mu pomohla s tréninkem. Blesk si ale s novým vybavením nerozumí a nechtěně zničí interaktivní simulátor. Sterling se rozhodne neposlat Bleska do prvního závodu nové sezony a využít jej pouze jako značku pro prodej zboží. Blesk si ale vymůže dohodu, že na závod odjede a pokud jej vyhraje, může dál závodit. Místo na simulátoru trénuje na pláži, stále pod dohledem Cruz, která ale nemá s venkovním tréninkem žádné zkušenosti a tak spíše Blesk trénuje ji.
Blesk se rozhodne účastnit se v přestrojení závodu v nedalekém městě, aby otestoval svoje schopnosti, ale až příliš pozdě spolu s Cruz zjistí, že jde o demoliční derby, které Cruz nečekaně vyhraje a Blesk je odhalen a ztrapněn před celou zemí. Při cestě ze závodu Cruz obviní, že kvůli ní jen ztrácí čas. Rozzlobená Cruz odjíždí, ale ještě předtím Bleskovi vysvětluje, že chtěla být závodnicí a ne trenérkou. Blesk večer volá Burákovi, který mu poradí, aby vyhledal starého učitele Hudsona Horneta, Čmoudíka. Blesk ho poslechne, usmíří se s Cruz a Čmoudíka opravdu najde spolu se třemi bývalými soupeři Hudsona Horneta. Spolu s Cruz, která mu dělá sparingpartnera, začíná trénovat postaru, a přitom zjišťuje, že Cruz je talentovaná závodnice.
Při závodě na Floridě kvůli tomu, že neodjel kvalifikaci, musí startovat z posledního místa, ale brzy se dostane dopředu. Cruz ho sleduje z depa, ale Sterling jí nařídí, aby se vrátila do tréninkového střediska. Blesk si vzpomene na příběh, který mu vyprávěla, a nechá ji zavolat zpět. Když je závod kvůli nehodě přerušen, rozhodne se poslat ji na trať místo sebe. Cruz je nejprve zděšená, ale šance se nakonec chopí a díky Čmoudíkovu tréninku a Bleskovým radám se prodírá celým startovním polem, až v posledním kole dojede i vedoucího Hroma. Ten se ji pokusí natlačit do zdi, aby jí zabránil vyhrát, ale Cruz použije starý trik Hudsona Horneta, odrazí se od zdi, Hroma přeskočí a v závodě zvítězí. Díky tomu, že Blesk odjel první polovinu závodu, je vyhlášen vítězem také on a rozhoduje se dál závodit. Sterling nabízí místo závodnice ve svém týmu Cruz, ale ta ho odmítne a místo toho podepíše s týmem Dinoco. Blesk se stane jejím šéfmechanikem.
Ve snímcích v závěrečných titulcích je vidět, že Cruz vyhrála v probíhající sezoně svůj první Zlatý Píst.

## Obsazení
| Owen Wilson (Richard Krajčo)        | Blesk McQueen       |
| Cristela Alonzo (Vendula Příhodová) | Cruz Ramirézová     |
| Nathan Fillion (Saša Rašilov)       | Sterling            |
| Larry the Cable Guy (Pavel Novotný) | Burák               |
| Armie Hammer (Matouš Ruml)          | Jackson Hrom        |
| Bonnie Hunt (Kateřina Brožová)      | Sally Carrera       |
| Tony Shalhoub (Jiří Prager)         | Luigi               |
| Guido Quaroni                       | Guido               |
| John Ratzenberger (Martin Zahálka)  | Mack                |
| Lea DeLaria (Ivana Chýlková)        | Soudružka Bučitelka |

## Nominace a ocenění
| Ocenění                               | Datum ceremoniálu | Kategorie               | Nominovaný    | Výsledek |
| ------------------------------------- | ----------------- | ----------------------- | ------------- | -------- |
| Black Reel Awards                     | 16. února 2017    | Nejlepší hlas           | Jenifer Lewis | nominace |
| Central Ohio Film Critics Association | 4. ledna 2018     | Nejlepší animovaný film | Auta 3        | nominace |
| Detroit Film Critics Society          | 7. prosince 2017  | Nejlepší animovaný film | Auta 3        | nominace |
| Satellite Awards                      | 10. února 2018    | Nejlepší animovaný film | Auta 3        | nominace |